# Cratere Modi
Modi è un cratere sulla superficie di Callisto.